# Peristylus rigidus
Peristylus rigidus är en orkidéart som beskrevs av Hubert Kurzweil. Peristylus rigidus ingår i släktet Peristylus och familjen orkidéer. Inga underarter finns listade i Catalogue of Life.